# Alèxia Putellas
Alèxia Putellas Segura (Mollet del Vallès, 4 februari 1994) is een Spaans voetbalster die doorgaans als middenvelder speelt voor FC Barcelona Femení. Ze wordt beschouwd als een van de beste speelsters aller tijden.

## Clubcarrière
Putellas speelde in de jeugdelftallen van FC Barcelona, CE Sabadell en RCD Espanyol. Bij laatstgenoemde club debuteerde ze in het seizoen 2010/2011 in de Primera División Femenina. In 2001 was ze met de club verliezend finalist in de Copa de la Reina. In 2011 vertrok Putellas naar UD Levante, waar de middenvelder dat seizoen clubtopscorer met vijftien doelpunten werd. In 2012 werd ze gecontracteerd door FC Barcelona. In 2013 werd Putellas met Barça landskampioen. Bovendien won ze de Copa de la Reina. In de finale tegen Prainsa Zaragoza (4–0) maakte Putellas het derde doelpunt. In 2014 werden opnieuw de Spaanse landstitel en nationale beker gewonnen. In de bekerfinale tegen Athletic Club de Bilbao benutte Putellas de beslissende strafschop, na eerder het enige doelpunt van Barça in de wedstrijd te hebben gemaakt. In 2015 werd de landstitel geprolongeerd.

## Interlandcarrière
Putellas speelde voor diverse Spaanse jeugdelftallen. Ze werd in 2010 en 2011 Europees kampioen Onder-17. In 2011 scoorde Putellas twee doelpunten in de halve finale tegen IJsland. Verder won ze brons op het WK Onder-17 in 2010. In 2012 was Putellas met Spanje verliezend finalist op het EK Onder-19. Ze maakte op dit toernooi het openingsdoelpunt in de groepswedstrijd tegen Engeland.
Putellas debuteerde in juni 2013 voor het nationaal elftal in een oefenwedstrijd tegen Denemarken in voorbereiding op het EK 2013. Op het toernooi zelf speelde ze vier wedstrijden en Putellas maakte de eerste groepswedstrijd tegen Engeland in blessuretijd het winnende doelpunt. In 2015 behoorde ze tot de Spaanse selectie voor het WK in Canada. Putellas startte in alle drie de wedstrijden van Spanje in de basis. In 2017 won Putellas met Spanje de Algarve Cup. In 2017 speelde ze op het Europees kampioenschap in Nederland. Op dit toernooi bereikte Putellas met Spanje de kwartfinales.
Putellas speelt daarnaast voor het Catalaans elftal. In december 2015 was ze in de wedstrijd tegen Baskenland (1–1) aanvoerder.

## Onderscheidingen
Putellas werd in 2015, 2017 en 2021 uitgeroepen tot beste Catalaanse voetbalster tijdens het Gala de les Estrelles. In 2021 won ze de Ballon d'Or als beste voetbalster van het jaar, nadat ze eerder met Barcelona de Treble had gewonnen. In 2022 won ze voor de tweede keer Ballon d'Or als beste voetbalster van het jaar.
1: Gallardo ·
2: Jiménez ·
3: Ouahabi ·
4: Paredes ·
5: Andrés ·
6: Losada ·
7: Corredera ·
8: Torrejón ·
9: Caldentey ·
10: Hermoso ·
11: Putellas · 12: Guijarro · 13: Paños · 14: Torrecilla · 15: Meseguer · 16: León · 17: L. García · 18: Bonmatí · 19: Sampedro · 20: Pereira · 21: Falcón · 22: N. García · 23: Quiñones · Coach: Vilda